# الیور توئیست (فیلم ۱۹۳۳)
الیور توئیست (انگلیسی: Oliver Twist) یک فیلم درام ناطق آمریکایی به کارگردانی ویلیام جی. کووِن است که در سال ۱۹۳۳ منتشر شد.
این فیلم نخستین اقتباسِ سینماییِ ناطق از این رمانِ مشهور چارلز دیکنز است. فیلم، با بودجه‌ای بسیار ناچیز ساخته شد و در زمان خود موفقیت چندانی کسب نکرد و تا مدت‌ها به فراموشی سپرده شده بود تا آنکه در دههٔ ۸۰ میلادی، دوباره مورد توجه واقع شد و از تلویزیون سر درآورد.

## بازیگران
- دیکی مور در نقش الیور
- ایروینگ پیچل در نقش فاگین
- دوریس لوید در نقش نانسی
- ویلیام استیج بوید در نقش بیل
- باربارا کنت در نقش رُز
- جورج ک. آرتور
- کلاید کوک
- تمپی پیگِت
- ویرجینیا سیل
- هری هولمن
- لایونل بلمور